# 国鉄TR37形台車

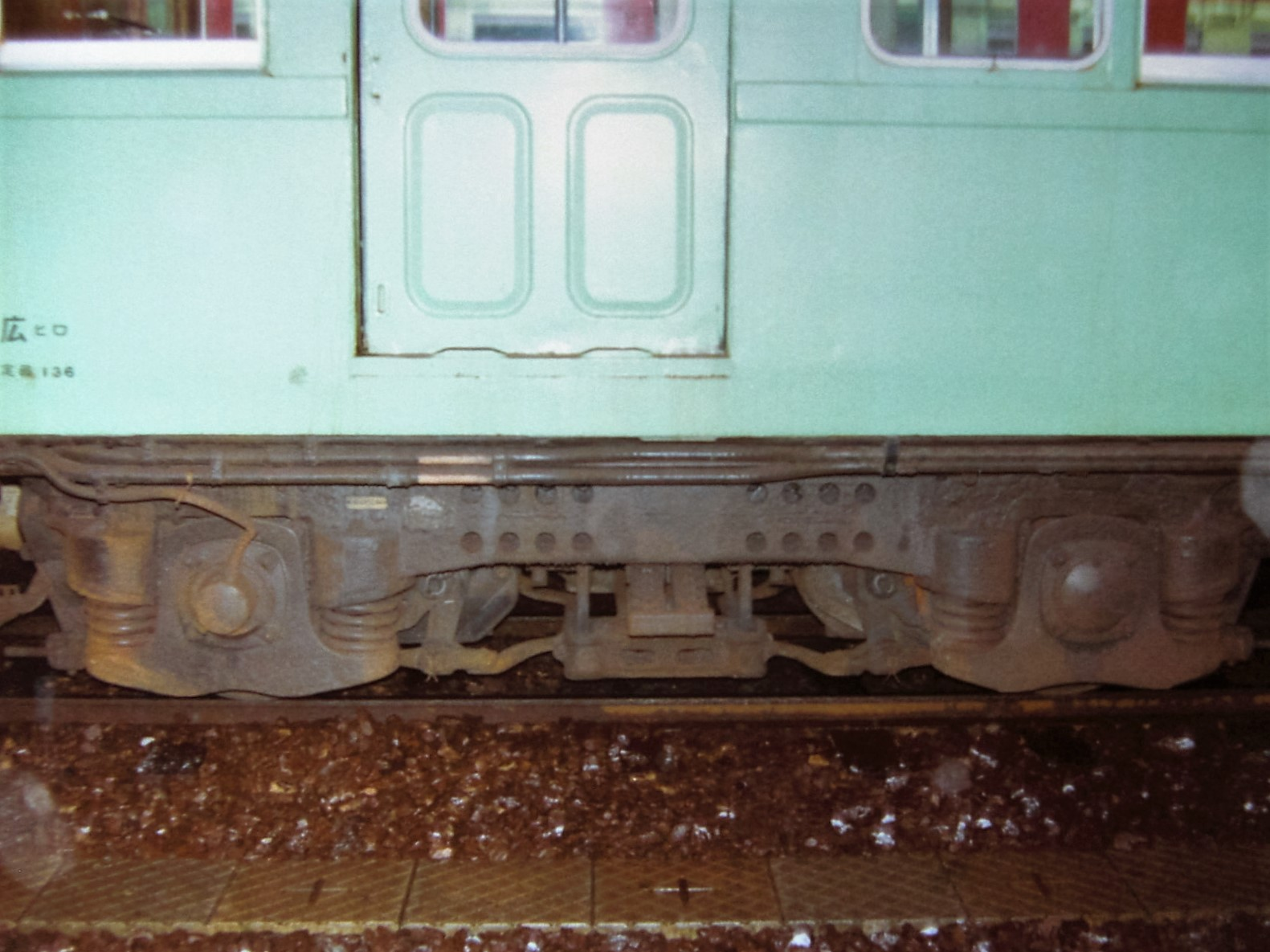
DT14形台車　クモハ73313が履いていた物

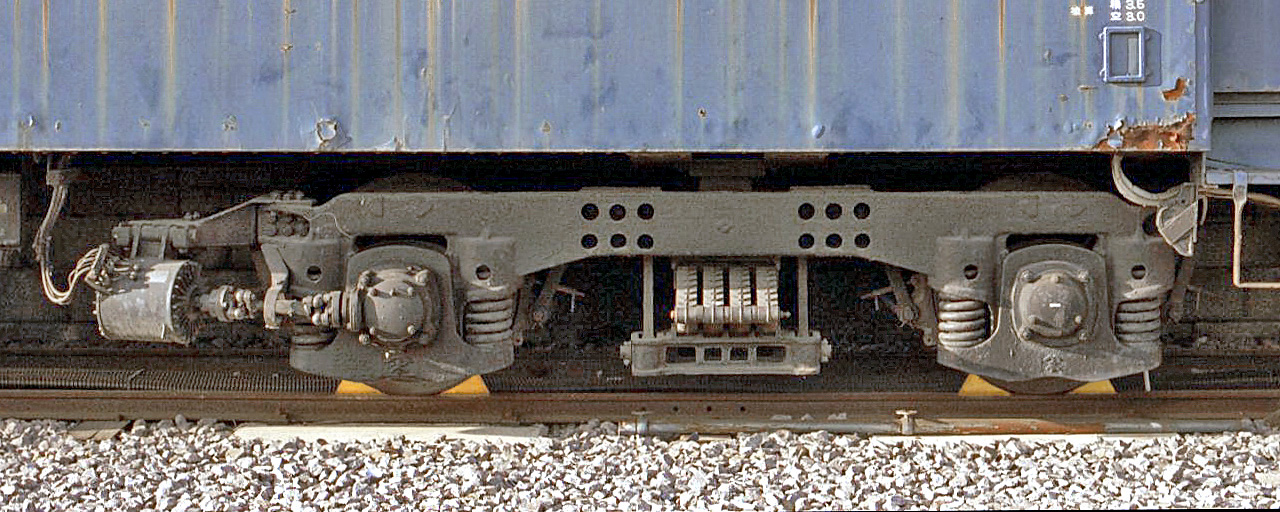
TR40形台車 TR37形の客車版で、これは左側に歯車式車軸発電機をもつ北海道向け仕様。

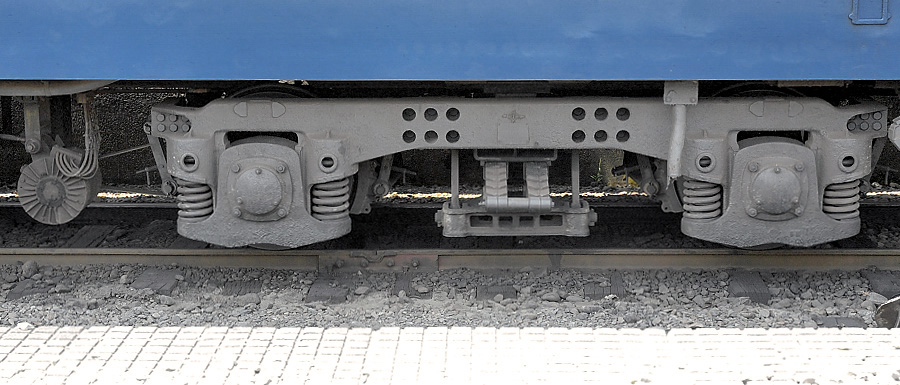
TR47形台車　TR40形の改良版。揺れ枕の重ね板ばねが4列から2列に変更された。

国鉄TR37形台車（こくてつTR37がただいしゃ）は、扶桑金属工業が日本国有鉄道向けに開発した鉄道車両用台車の一形式である。一般には1949年に実施された台車形式命名基準改正後の形式称号であるDT14の名で知られている。

## 概説
1946年に鉄道技術研究所や台車メーカー各社が参加して設立された、高速台車振動研究会の研究成果を受けて扶桑金属工業の手によって設計された。社内形式FS-1あるいはKS-73W、国鉄形式TR37としてまず5両分が1948年に国鉄に納入され、同年製造分のモハ63形に装着されている。
この時期、国鉄は高速台車振動研究会に参加していたメーカー各社が製造した試作台車のテストを行っていた。
例えば、軸梁式の川崎車輌OK-1と、同じく軸梁式の三菱重工業MD1がこの時期に試験的に導入されているが、いずれも1両ないしは2両分と少数の納入に留まった。これに対し、本形式のみは初回で5両分を一括発注されており、試作を示すXのサフィックスは付与されていたが、当初より制式形式名を与えられていたことと合わせ、国鉄が次世代制式台車の本命として本形式の斬新ではないが堅実な設計に期待を寄せていたことが窺える。
なお、本形式は扶桑金属だけではなく川崎車輌でも製造されている。

### 構造
軸箱支持機構としては、ころ軸受を収めた軸箱下端部左右に翼状にばね受け座を出して側枠の荷重を受け止める、ウィングばね式が採用されている。
これはかつてブリル21Eなど黎明期の台車にも採用されていた機構であり、当時のアメリカ製鋳鋼台車で流行していた設計でもあった。この機構には、従来国鉄が多用していた軸ばね式と異なり、軸ばねを複列化して個々のばねが負担すべき荷重を半減させ、かつ軸箱上部の狭いスペースではなく側枠下から軸箱下端付近までの空間にコイルばねを格納するため、総体としてのばね定数や荷重上限を維持しつつ柔らかい乗り心地を実現可能というメリットがあった。
また、枕ばねは重ね板ばねを枕木方向に並べる、従来通りのスウィングハンガー方式が採用された。その一方で、従来3列→4列と本数を増やしていた重ね板ばねが2列に減らされ、さらにそれぞれを構成する枚数も各板ばねの厚さ増大で削減されており、この時期に枕ばねの設計について大きな方針転換があったことが見て取れる。
また、台車枠は一体鋳鋼製の側枠・トランサム（横梁）・端梁をリーマボルトで組み立てて構成する。
扶桑金属工業は戦前の住友鋳鋼場時代より大阪電気軌道向けKS-66Lや大阪市営地下鉄向けKS-63Lなど、トランサムや端梁を含めた一体鋳鋼製台車枠を幾つか製造しており、同社だけが製造することを前提とした場合、本形式も完全一体鋳鋼製台車枠とすることが可能であった（実際、台鉄向けTR-22 形で実現した）。だが、この規模の一体鋳鋼製品を製造可能な鉄道車両用台車メーカーは、当時の日本では同社の他は川崎車輌などごく少数に限られ、国鉄での制式化を前提とすると他社での製造が困難な完全一体鋳鋼台車枠とすることはできなかった。このため、本形式では鋳鋼製の枠部材を6ピース構成でボルト組み立てする過渡的設計が採用され、この構成は以後の国鉄向け同系台車各種にも継承された。
鋳鋼台車枠は重厚な外観とは裏腹に、自由に肉厚を設定可能で強度計算上最適化が容易、というメリットがあり、また一体成形とすることで接合部の弛緩や折損といった問題も回避できるという保守上無視できない重要なメリットがあった。
このため、湯流れのコントロールや欠陥の発生といった鋳造時の問題があったものの、これを克服していたこの時期の扶桑金属工業は、私鉄向けを含め盛んにこの種の台車を設計製造した。
結果として、この台車は当時試験された各種新型台車中でも良好な乗り心地と走行特性を実現したが、桜木町事故の影響で63系電車の製造が一旦打ちきりとなったところでこちらも追加製造が打ちきられた。そのため、72系としての増備再開後はDT17などのより新しい設計の台車に切り替えられている。
その一方で、本形式を基本とする客車用のTR40は、当時量産が進められていたオハ35系の戦後型に制式採用され、本形式を遙かに上回る数が量産された。この台車はスハ43系客車用TR47へ発展し、これは10系軽量客車用TR50が完成するまで改良を重ねつつ多数製造されており、本形式の設計は一定の成功を収めたことになる。
もっとも、軸箱ウィング部の重量過大でばね下重量が大きいことや、プレス鋼板・溶接工法となったTR50と比較して格段に重いことなどから、TR50の量産開始後はいずれの形式も製造されていない。また、一部の車両ではTR23系への振替が行われた（スハ43形→オハ47形）が、これは乗り心地のよいTR47を寝台車（オハネ17形）向けに捻出するとともに、台車の軽量化により増車を可能とする意図もあった。

### 仕様
- 形式 - 2軸動力台車
- 車体支持機構 - 揺れ枕吊り式・3点支持
- 枕ばね - 2列重ね板ばね
- 台車枠 - 鋳鋼組み立て式
- 軸ばね - コイルばね
- 軸箱支持装置 - ウィングばね式
- 軸距 - 2,600mm
- 車輪径 - 910mm

## 派生形式
国鉄向け
- 客車用
  - TR40：本形式を基本に客車用として再設計したもの。重く大きな主電動機を吊り下げる必要がないため、軸距が客車標準の2,450mmに短縮され、車輪径も860mmとなった。また、「ヤツメウナギ」もトランサムにかかる負荷が減ったことから3本×2列×2組に削減されている。本形式完成後の高速台車振動研究会の研究成果がフィードバックされ、揺れ枕つりが従来型台車よりも長い設計となり、乗り心地が大きく改善された[10]のも大きな特徴の一つである。オハ35系用としてTR34に代えて大量採用された。
  - TR40A:マイネ40・41形に使用。車重の増加に対応するために枕ばねを最大使用荷重8.1tのAC3471から9tのAC3483に、軸ばねを最大使用荷重2.37tのAC3472から2.6tのAC3484にそれぞれ変更し制動装置を強化、車軸駆動冷房装置の取り付けに対応するため端梁の交換が行われた[11]。
  - TR40B:スロ51形など主に特別二等車に使用。枕ばねを4列から2列に変更した。
  - TR40C：オロ40 98 - 102を改造したオロ42形に使用。枕ばねを最大使用荷重7.2tのAC3490に変更し下揺れ枕には防振ゴムを挿入、軸ばねは最大使用荷重2.37tのAC3472から内側のばね(AD3803)を抜き最大使用荷重1.88tのAD3802のみとした[12]。
  - TR40D：1963年にマロネ41形の近代化工事にあわせTR40Aを改造して枕ばねをTR60台車と同等のベローズ式空気ばねとしたもの[13]。
  - TR46：1950年にTR40を基本にマシ35・36形用として設計。食堂車用として特に防振に留意して設計され、TR40Cと同様、下揺れ枕と重ね板ばねの間に防振ゴムが挿入された。また、従来より厚く枚数の少ない重ね板ばねを4列並べた枕ばね部を備える。またブレーキも設計変更されて電車用に近い配置となった。
  - TR47：43系客車用としてTR46と同時設計された。台車枠そのものやブレーキ系はTR46と共通設計だが、枕ばねはTR40Bと同等となっている。後に軽量化のために軸箱ウィング部を再設計したモデルが製造された。
  - TR47A：TR47のブレーキをTR40相当に戻したもの。

私鉄向け
- 扶桑金属工業→住友金属工業の手で、多数の同系台車が私鉄各社へ供給されたが、その大半は完全一体鋳鋼台車枠となっている。
  - F24（FS-1）：南海電鉄クハ2851形用として、本形式の同等品を供給。ただし、側枠とトランサムの結合部の設計が変更され、これは川崎車輌が製造した国鉄向け本形式追加製造分に反映された。なお、F24は南海の社内呼称で、「扶桑金属工業製の心皿荷重24t級台車」を意味する。
  - FS-3：京阪神急行電鉄新京阪線1550形用として製造。本形式の設計に近いが、完全一体鋳鋼台車枠となった。

海外向け
- 台鉄TR-22形：1957年住友金属製。台車枠は一体鋳鋼化にされた理想的なTR47であるもの。台車枠の形状・構造はTR47とほぼ一緒、ただ台車枠が一体鋳鋼化にするためにリベット固定用の構造が無くした形状。TR47と同じく2列枕バネ、長軸仕様で、ただコロ軸受けは小型化されたタイプ。住金のFS型番はない。台鉄のリクライニング腰掛装備の優等客車（国鉄の特ロと同じ仕様）35SP32700の12両に使用。1980年代後期まで現役。

## 採用された車両
※ 流用品・他事業者からの中古品を使用する車両を含む。
- 日本国有鉄道
  - TR37(DT14)
    - モハ63形

  - TR40
    - スハ42形・スハフ41形
    - マイネ41形（マロネ41形）
    - スロ60形

  - TR46
    - マシ35・カシ36形

  - TR47
    - 国鉄スハ43系客車各形式
    - オハネ17形、スハネ16形
    - スユニ50形
    - オリエントエクスプレス“88日本走行時(車両重量増加により枕ばね・軸ばねを交換している)
- 台鉄
  - TR-22
    - 35SP32700形客車、35SP32720形客車、35PC32700形客車